# أوزي لاندو
أوزي لاندو هو عسكري وسياسي إسرائيلي، ولد في 2 أغسطس 1943 في حيفا في إسرائيل. نشط حزبياً في ليكود وحزب إسرائيل بيتنا (2008 – 2008).

## مناصب
- انتخب عضو الكنيست [الإنجليزية]‏ وقد انضم خلال فترته النيابية  [لغات أخرى]‏ (9 يوليو 2014 – 31 مارس 2015) للكتلة البرلمانية حزب إسرائيل بيتنا.
- انتخب عضو الكنيست [الإنجليزية]‏ وقد انضم خلال فترته النيابية  [لغات أخرى]‏ (5 فبراير 2013 – 9 يوليو 2014) للكتلة البرلمانية ليكود إسرائيل بيتنا [الإنجليزية]‏.
- انتخب عضو الكنيست [الإنجليزية]‏ وقد انضم خلال فترته النيابية  [لغات أخرى]‏ (24 فبراير 2009 – 5 فبراير 2013) للكتلة البرلمانية حزب إسرائيل بيتنا.
- انتخب عضو الكنيست [الإنجليزية]‏ وقد انضم خلال فترته النيابية [الإنجليزية]‏ (17 فبراير 2003 – 17 أبريل 2006) للكتلة البرلمانية ليكود.
- انتخب عضو الكنيست [الإنجليزية]‏ وقد انضم خلال فترته النيابية (7 يونيو 1999 – 17 فبراير 2003) للكتلة البرلمانية ليكود.
- انتخب عضو الكنيست [الإنجليزية]‏ وقد انضم خلال فترته النيابية [الإنجليزية]‏ (4 مارس 1999 – 7 يونيو 1999) للكتلة البرلمانية ليكود.
- انتخب عضو الكنيست [الإنجليزية]‏ وقد انضم خلال فترته النيابية [الإنجليزية]‏ (17 يونيو 1996 – 4 مارس 1999) للكتلة البرلمانية ليكود جيشير تسوميت  [لغات أخرى]‏.
- انتخب عضو الكنيست [الإنجليزية]‏ وقد انضم خلال فترته النيابية [الإنجليزية]‏ (13 يوليو 1992 – 17 يونيو 1996) للكتلة البرلمانية ليكود.
- انتخب عضو الكنيست [الإنجليزية]‏ وقد انضم خلال فترته النيابية  [لغات أخرى]‏ (21 نوفمبر 1988 – 13 يوليو 1992) للكتلة البرلمانية ليكود.
- انتخب عضو الكنيست [الإنجليزية]‏ وقد انضم خلال فترته النيابية  [لغات أخرى]‏ (13 أغسطس 1984 – 21 نوفمبر 1988) للكتلة البرلمانية ليكود.
- انتخب وزير الطاقة الإسرائيلي  [لغات أخرى]‏ (31 مارس 2009 – 18 مارس 2013).
- انتخب وزير السياحة  [لغات أخرى]‏ (18 مارس 2013 – 14 مايو 2015).